# (300211) 2006 WP152
(300211) 2006 WP152 es un asteroide perteneciente al cinturón de asteroides, región del sistema solar que se encuentra entre las órbitas de Marte y Júpiter, descubierto el 21 de noviembre de 2006 por el equipo del Mount Lemmon Survey desde el Observatorio del Monte Lemmon, Arizona, Estados Unidos.

## Designación y nombre
Designado provisionalmente como 2006 WP152.

## Características orbitales
2006 WP152 está situado a una distancia media del Sol de 3,118 ua, pudiendo alejarse hasta 3,917 ua y acercarse hasta 2,319 ua. Su excentricidad es 0,256 y la inclinación orbital 7,126 grados. Emplea 2011,35 días en completar una órbita alrededor del Sol.

## Características físicas
La magnitud absoluta de 2006 WP152 es 15,8. 